# El Castellet de Villanueva de Castellón
El Castellet de Villanueva de Castellón es una antigua fortificación construida en los siglos XIII o XIV. Algunas fuentes indican que en 1268 ya estaba casi en ruinas. Sin embargo en 1358, durante las Guerras de la Unión, Pedro IV mandó demolerlo para evitar que los castellanos se apoderaran del mismo.
Se encuentra sobre el cerro llamado del Castellet, cercano a la población.
Es bien de interés cultural con número de anotación ministerial R-I-51-0010757 de 24 de abril de 2002.